# Testudinarini
Testudinarini è una tribù appartenente alla famiglia Araneidae dell'ordine Araneae della classe Arachnida.
Il nome deriva dal latino testudineus, cioè di tartaruga, fatto di guscio di tartaruga, per la particolare forma dell'opistosoma; in aggiunta il suffisso -ini che designa l'appartenenza ad una tribù.

## Tassonomia
Al 2007, si compone di un genere:
- Testudinaria TACZANOWSKI, 1879